# Liste des abbés de Bobbio

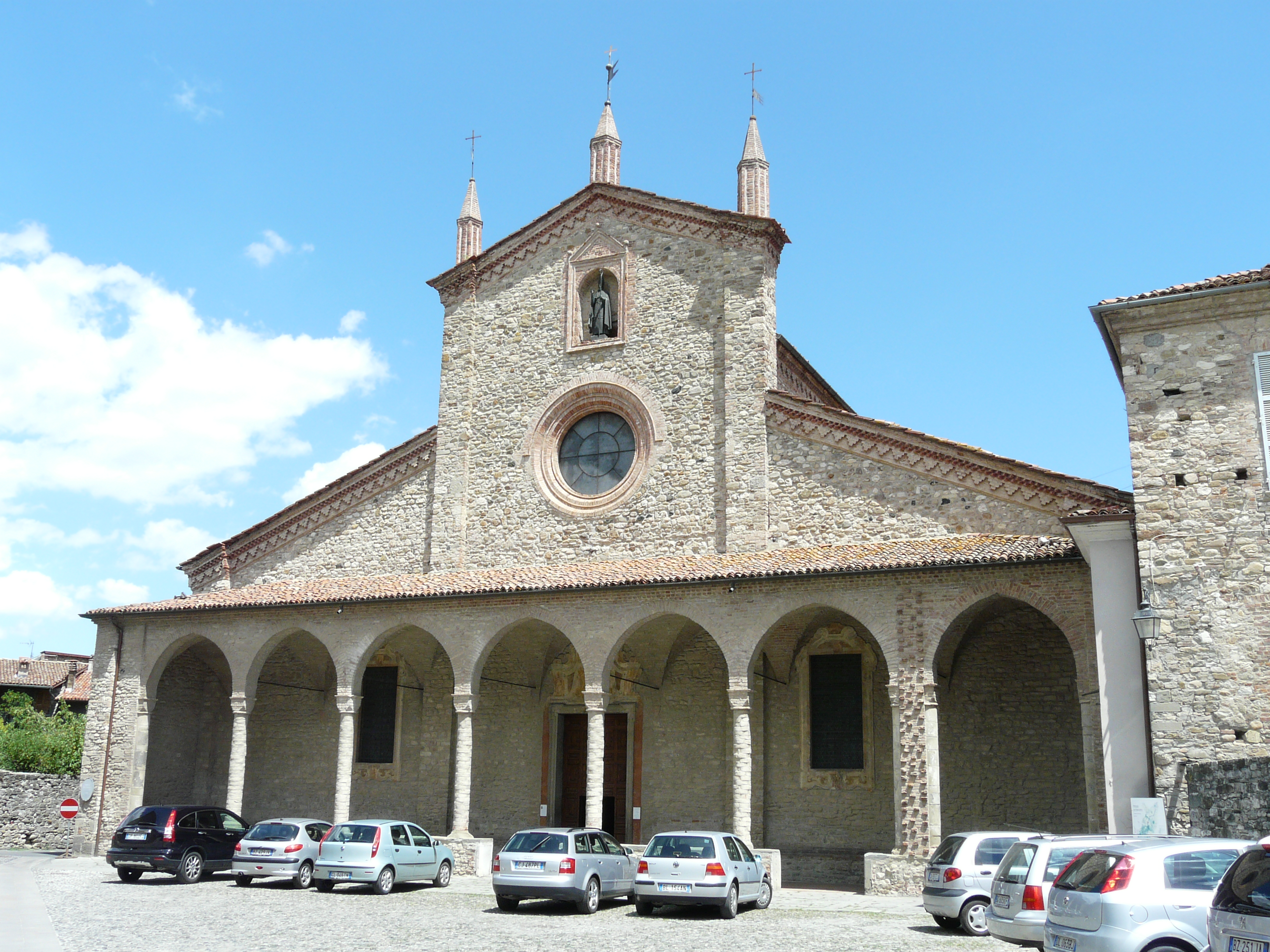
Vue du monastère (2009).

Cette liste recense l'ensemble des abbés de Bobbio.

## VIIesiècle
- (Saint) Colomban de Bobbio ((San) Colombano (di Bobbio)[1]) : premier abbé mentionné en 614.
- Attale (Attala) : 615 – 627 ; sous sa gouvernance, le monastère s'agrandit et le nombre de moines augmente (parmi lesquels Jonas).
- Bertulf ou Bertulphe (Bertulfo) : 627 – 642 ; il obtient en 628 la protection du pape Honorius Ier.
- Bobuleno ou Bobulenus (Bobuleno) : 643 – 652 ; avec l'accord du pape Théodore Ier, il réforme la vie monastique. Sous sa gouvernance, les moines atteignent le nombre de 150.
- Cumian ou Cumianus (Cumiano) : ? - ?
- Congel, Congellus ou Comgall (Congello) : ? – ?
- Vorgust ou Vorgustus (Vorgusto) : ? – ?

## VIIIesiècle
- Anastase (Anastasio) : 747 – 800

## IXesiècle
- Gundobald, Gundebald ou Gondebaud (Gundebaldo) : 800 – 833
- Wala (Wala) : 833 – 836
- Ebon ou Ebbon (Ebbone) : 836 – 843
- Amaury ou Amalaric (Amalrico) : 843 – 849
- Hilduin (Hilduino) : 850 – 859
- Amaury II ou Amalaric II (Amalrico II) : 860 – 865
- Winibald, Guinibald ou Guinebald (Guinibaldo) : 865 – 883
- Agilulf ou Agilulphe (Agilulfo) : 883 – 896 ; il commence la construction du monastère où il se trouve actuellement.
- Liutward (Liutwardo) : 896 – ?

## Xesiècle
- Rapert ou Ratpert (Raperto) : ? – 903
- Théodelassio, T(h)eodelassio ou T(h)eodelassius  (Teodelassio) : 903 – 917
- Silverad (Silverado) : 917 – 927
- Gerlan (Gerlanno) : 928 – 936
- Liutfred (Luifredo) : 936 – 943
- Giseprand (Giseprando) : 943 – 973
- Pierre (Pietro) : 973 – 980
- Winibald II, Guinibald II ou Guinebald II (Guinibaldo II) : 980 – 982
- Gerbert (d'Aurillac) (Gerberto (di Aurillac)) : 982 – 999
- Pietroald (Pietroaldo) : 999 – 1017

## XIesiècle
- Atton ( Attone) : 1017 – 1017
- Boson (Bosone) : 1017 – ?
- Placide (Placido) : ? – 1073
- Guarnier ou Garnier (Guarnerio) : 1073 – 1076 ; il commence la construction de la cathédrale de Bobbio.
- Lanfranc (Lanfranco) : 1076 – 1087
- Jacques ou Jacopo (Jacopo) : 1087 – 1096
- Gandolf ou Gandolphe (Gandolfo) : 1096 – 1125

## XIIesiècle
- Simone Malvicino : 1125 – 1143
- Oglerio Malvicino : 1143 – 1153
- Anselmo : 1153 – 1157
- Falcone : 1157 – 1173
- Manfredo : 1173 – 1181
- Rainerio : 1181 – 1204

## XIIIesiècle
- Romano : 1204 – 1208
- Guglielmo : 1208 – 1209
- Romano II : 1209 – 1227
- Alberto : 1227 – 1228
- Guglielmo II : 1228 – 1231
- Pietro II : 1231 – 1232
- Guglielmo III : 1232 – 1244
- Jacopo II : 1244 – 1245
- Guglielmo IV : 1245 – 1252
- Pietro III : 1252 – 1253
- Guglielmo V : 1253 – 1257
- Ugo : 1257 – 1259
- Oberto : 1259 – 1261
- Ugo II : 1261 – 1267

## XVesiècle
- Giovanni Malaspina : 1414 – 1448 ; dernier abbé dans la ligne de Saint Colomban.
- Antonio da Mantova : 1449 – 1454 ; prieur-recteur bénédictin.
- Eugenio de Leodio : 1454 – 1461 ; premier abbé bénédictin.
- Antonio da Piacenza : 1461 – ?

## XIXesiècle
- Bruno Solaro : ? – 1803 ; dernier abbé. Dissolution du monastère lors de la sécularisation imposée par le Consulat sous l'occupation française en 1803.